# Jessie Mackay
Jessie Mackay (ur. 15 grudnia 1864 w Canterbury, zm. 23 sierpnia 1938) – nowozelandzka poetka i dziennikarka.

## Życiorys
Urodziła się 15 grudnia 1864 w Canterbury w Nowej Zelandii. Była najstarszym dzieckiem pasterza Roberta Mackaya i jego żony Elizabeth Ormiston. Do 1879 uczyła się w domu. Kiedy miała 14 lat, została wysłana do szkoły dla przyszłych nauczycielek w Christchurch. Później pracowała w kilku szkołach.  Gdy w 1904 stan zdrowia nie pozwalał jej już na wykonywanie zawodu pedagoga, zajęła się dziennikarstwem. Wydawała „Canterbury Times”. Współpracowała też z „Otago Witness”. Mieszkała ze swoją siostrą Georginą, która tak samo jak ona nigdy nie wyszła za mąż. Wydała kilka tomików poetyckich, The Spirit of the Rangatira and Other Ballads (1889), The Sitter on the Rail and Other Poems (1891), From the Maori Sea (1908), Land of the Morning (1909), The Bride of the Rivers and Other Verses (1926) i Vigil (1935). Zmarła 23 sierpnia 1938.